# Waxi (sockenhuvudort i Kina, Guizhou Sheng, lat 28,44, long 108,68)
Waxi (kinesiska: 瓦溪, 瓦溪乡, 大路) är en sockenhuvudort i Kina. Den ligger i provinsen Guizhou, i den sydvästra delen av landet, omkring 280 kilometer nordost om provinshuvudstaden Guiyang. Antalet invånare är 6 912. Befolkningen består av 3 278 kvinnor och 3 634 män. Barn under 15 år utgör 27,0 %, vuxna 15-64 år 59 %, och äldre över 65 år 13,0 %.